# The Guardian of Education
The Guardian of Education fue el primer periódico dedicado a la literatura infantil que tuvo éxito en Gran Bretaña. Su editora fue la escritora de libros para niños Sarah Trimmer y se publicó desde junio de 1802 hasta septiembre de 1806 por J. Hatchard y F. C. y J. Rivington. El periódico ofrecía consejos para criar a los niños y análisis de las teorías educativas contemporáneas, y Trimmer incluso proponía su propia teoría educativa luego de evaluar las principales obras escritas de la época.
Temiendo la influencia de los ideales de la Revolución francesa, principalmente los del filósofo Jean-Jacques Rousseau, Trimmer enfatizó el Anglicanismo ortodoxo y alentó la idea de perpetuar el orden político y social de la época. Pese a sus ideas conservadoras, sin embargo, estuvo de acuerdo con Rousseau y con otros reformadores educativos progresistas en varios puntos, como en los efectos dañinos del aprendizaje por memorización y la irracionalidad de los cuentos de hadas.
The Guardian of Education fue el primer periódico en criticar en forma seria los libros para niños con un criterio distintivo. Las críticas de Trimmer se pensaban en forma muy cuidadosa; influenciaban a los editores y a los escritores hasta llevarlos al punto de cambiar el contenido de sus libros, ayudando a definir el nuevo género de literatura infantil, e incrementaba las ventas de estos libros. The Guardian también ofreció la primera reseña histórica de la literatura para niños; estableció una lista de libros referentes, la cual los historiadores continúan utilizando en la actualidad.

## Fundación y estructura

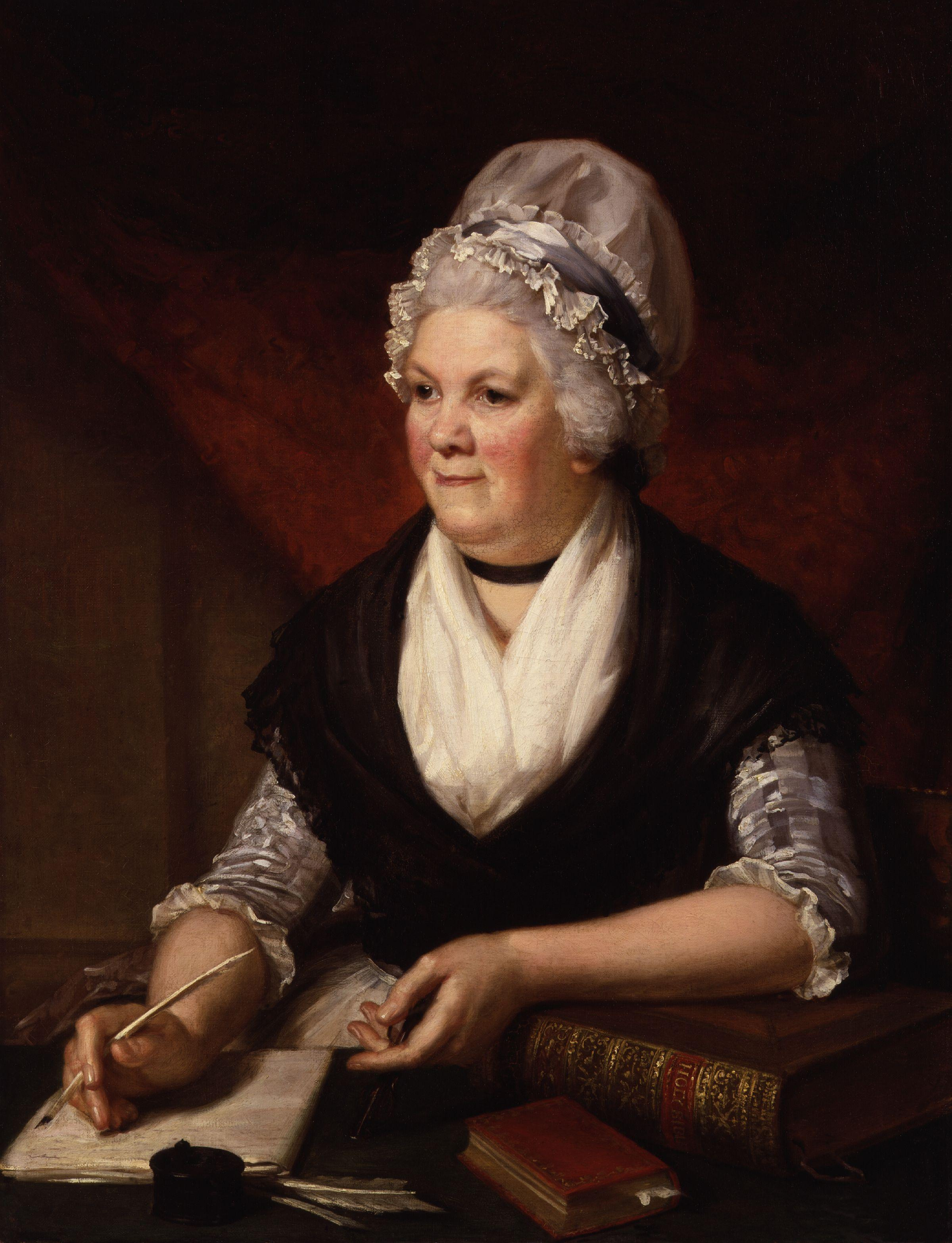
Sarah Trimmer fue quien publicó The Guardian of Education.

Sarah Trimmer decidió publicar The Guardian of Education por la gran cantidad de libros infantiles que había en el mercado a principios del siglo XIX y por su temor de que aquellos libros contuviesen los ideales de la Revolución francesa. La década de 1790 había sido una de las más tumultuosas en la historia de Europa, debido a la Revolución francesa, a las crecientes demandas por una reforma en Gran Bretaña, y por las Guerras Revolucionarias Francesas. Siguiendo esta oleada de radicalismo, en Gran Bretaña surgió un movimiento conservador: The Guardian fue, en muchos aspectos, parte de este movimiento. En sus páginas, Trimmer denunció a la Revolución y a los filósofos cuyas obras ella creía que eran las responsables, particularmente Jean-Jacques Rousseau. Sostuvo que existía una vasta conspiración, organizada por los revolucionarios de Francia ateos y democráticos, para deshacerse de los gobernantes legítimos de Europa. Desde su perspectiva, los conspiradores estaban intentando derribar la sociedad tradicional «infectando las mentes de la generación venidera, mediante los libros educativos y los infantiles». Intentó combatir esta conspiración mostrándole a los padres cuáles eran los libros cristianos apropiados.
Cada número de The Guardian se dividió en tres secciones: extractos de textos que Trimmer pensaba que edificarían a los lectores adultos; un ensayo escrito por ella en el que comentaba los problemas educativos; y críticas de los libros para niños. Trimmer escribió todos los ensayos y todas las críticas, aunque no fue la autora de todos los textos que incluyó. Los números no siempre consistían de las mismas secciones; por ejemplo, en 1804 Trimmer comenzó a incluir un «Ensayo de la educación cristiana» y en 1805 criticó algunos libros escolares. Comenzando una tradición que continúa hasta la actualidad, dividió los libros que criticó por grupos de edades: «Examinación de libros infantiles» (para los niños hasta catorce años de edad) y «Libros para jóvenes» (para los adolescentes entre quince y veintiún años).
Matthew Grenby, un historiador especializado en Trimmer, estima que la circulación de The Guardian fue entre mil quinientas y tres mil quinientas copias por número. Así, su publicación pudo compararse con periódicos políticos como el Tory, el Critical Review y el British Critic, los cuales alcanzaron tres mil quinientas copias en 1797, o el Analytical Review, que alcanzó cerca de mil quinientas, pero no con el Monthly Review el cual llegó a las cinco mil. Desde junio de 1803 hasta enero de 1804, The Guardian se publicó mensualmente; desde entonces hasta el final de su publicación en septiembre de 1806, fue emitido cada tres meses. Hubo veintiocho números en total.
Trimmer se enfrentó a una tarea desafiante al publicar su periódico. Según Grenby, su objetivo fue «evaluar el estado actual de las políticas educativas y su aplicación en Gran Bretaña para moldear su dirección futura». Para hacerlo, evaluó las teorías educativas de Rousseau, John Locke, Mary Wollstonecraft, Hannah More, Madame de Genlis, Joseph Lancaster, y Andrew Bell, entre otros. En su «Ensayo de la educación cristiana», subsecuentemente publicado en forma independiente como un panfleto, propuso su propio programa educativo.

## Críticas y valores

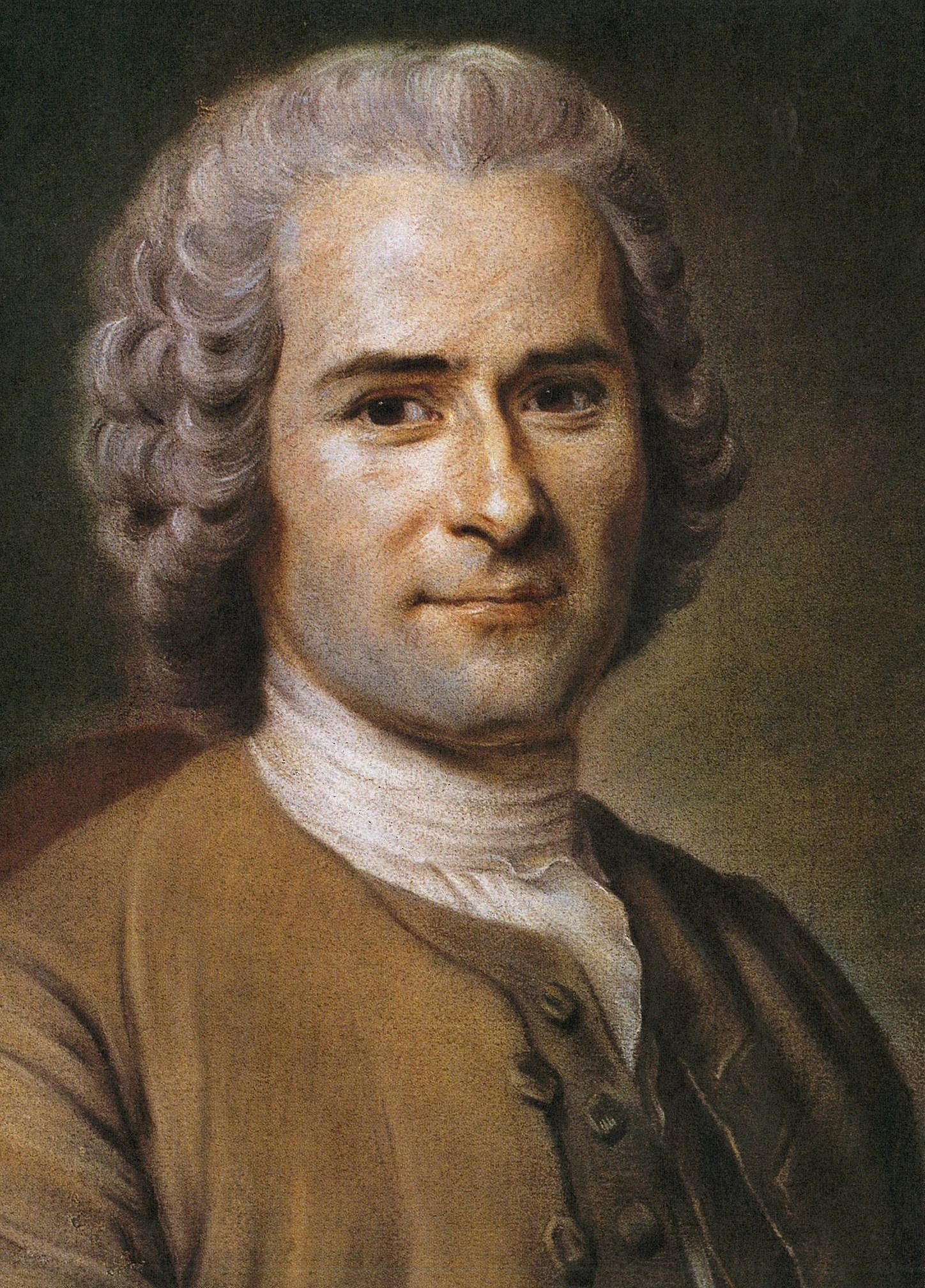
Jean-Jacques Rousseau, autor de Emilio (1762), uno de los libros de filosofía educativa más influyentes del.

The Guardian of Education fue el primer periódico en realizar críticas de libros infantiles en forma oficial. Las más de cuatrocientas críticas de Trimmer constituyeron un conjunto de criterios distintivos y fáciles de identificar que fue valioso en este nuevo género. Como anglicana, su objetivo era proteger al Cristianismo del secularismo además del Evangelicalismo, particularmente como se manifestó posteriormente en el Metodismo. Sus críticas también revelan su lealtad incondicional hacia la monarquía y su oposición a la Revolución francesa. Como explica Grenby, «las primeras preguntas que se hacía al evaluar un libro era si dañaba a la religión y, en segundo lugar, si afectaba la lealtad política y la jerarquía social establecida». La religión fue la prioridad de Trimmer y su énfasis en la doctrina de la exactitud bíblica ilustró su fundamentalismo. Le escribió a un amigo: «Sólo diré, que a medida que me voy reflejando en el sujeto, más me convenzo de que no es correcto reemplazar el sentido figurado con el que hablan de Dios y de los objetos divinos, mi opinión es, que quien sea que intente enseñar las verdades de la revelación divina, debería seguir el método de los lectores inspirados en la medida de lo posible». Para Trimmer, la verdad de la Biblia no estaba sólo en el contenido, sino también en su estilo, y algunas de sus críticas más duras fueron escritas en contra de los textos que alteraron tanto el estilo como la sustancia de la Biblia.
El fundamentalismo de Trimmer, argumenta Grenby, no la marca necesariamente como una pensadora rígida. Grenby señala que Trimmer, como Rousseau, creía que los niños eran buenos por naturaleza. Mediante esta visión, argumentó contra siglos de tradición, particularmente contra las actitudes puritanas hacia los niños (ejemplificados en la doctrina del pecado original). Aunque si bien atacó las obras de Rousseau, Grenby aclara que estuvo de acuerdo con «la principal idea de Rousseau, más tarde tomada por el Romanticismo, de que los niños no deberían ser obligados a convertirse en adultos tan pronto», en particular que no deberían ser expuestos a los problemas políticos cuando aún son jóvenes. Trimmer también sostuvo que las madres y los padres deberían compartir la responsabilidad del cuidado de la familia. Como los reformadores educativos progresivos y escritores de libros infantiles Maria Edgeworth, Thomas Day e incluso Rousseau, Trimmer se opuso al aprendizaje de memoria y abogó por las lecciones flexibles y coloquiales que alentaban el pensamiento crítico en los niños. También promovió que las madres amamantasen a sus hijos (una posición controvertida en la época) y que los padres se involucrasen en la educación de los niños.
En su análisis de sus críticas, Grenby llega a una conclusión: «Trimmer no fue tan virulenta con sus críticas como sugiere su reputación. Menos de cincuenta de sus críticas fueron negativas, y de estas sólo dieciocho criticaron minuciosamente los libros. Pesaban más que las positivas, aunque la mayor parte de las críticas fueron mixtas o ambivalentes». Rechazaba principalmente los textos que alteraban la Biblia, como Historias de la Biblia de William Godwin (1802), y en segundo lugar los libros que promocionaban ideas asociadas con la Revolución francesa. También criticó la inclusión de escenas de muerte, personajes que no estuviesen sanos mentalmente, y representaciones de sexualidad, además de libros que pudiesen asustar a los niños. Por otra parte, elogió los libros que alentaron la instrucción intelectual, como Lessons for Children (1778-79) de Anna Laetitia Barbauld.

### Cuentos de hadas

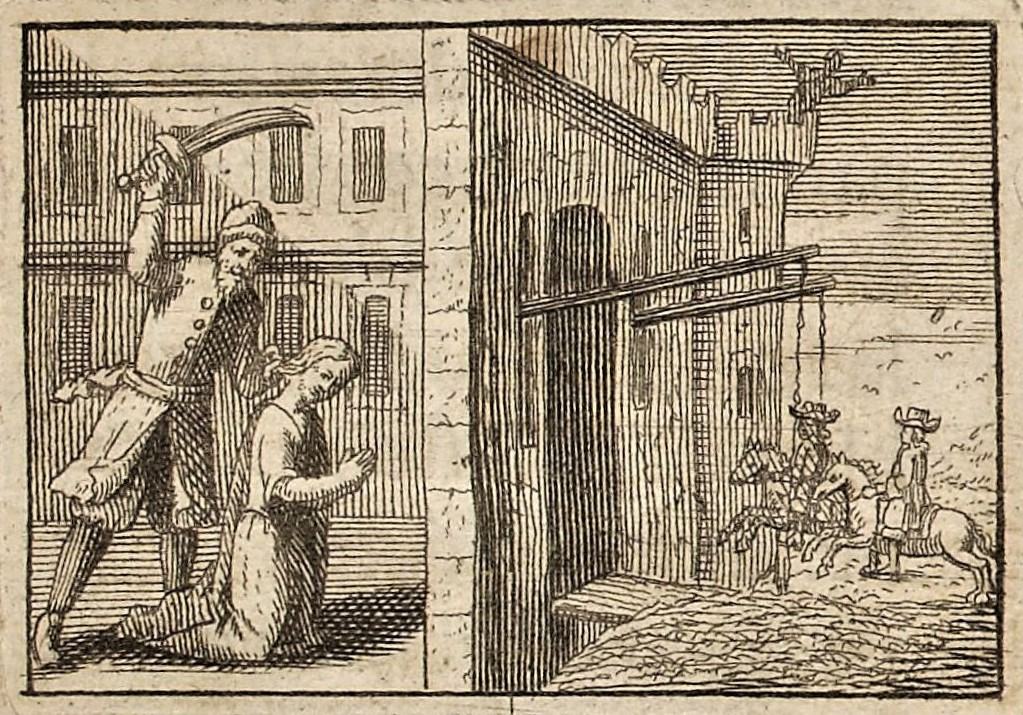
Trimmer se opuso a las ilustraciones gráficas, como esta de Barba Azul de la edición de 1697 de Los Cuentos de Mamá Ganso de Charles Perrault.

Trimmer es tal vez principalmente reconocida en la actualidad por su oposición hacia los cuentos de hadas, como los de Charles Perrault incluidos en Histoires ou Contes du Temps passé (en español, Historias o cuentos de antaño) de 1697. No le gustaban los cuentos de hadas porque apoyaban una visión irracional del mundo y de que se podía tener éxito sin trabajar. La opinión de Trimmer de los cuentos de hadas, aunque fueron ridiculizadas varias veces por los críticos modernos, fueron muy difundidas al final del siglo XVIII, en parte porque la mayor parte de los educadores aceptaron la teoría de John Locke de que la mente era una tabula rasa y por lo tanto era particularmente sensible a las impresiones al comienzo de la vida. Trimmer se opuso a estos cuentos porque no estaban basados en la realidad y podrían «estimular una sensibilidad poco regulada» en el lector. Sin una moral apropiada o un narrador moralista, los cuentos podrían confundir al niño. Por sobre todo, estaba preocupada por las reacciones desconocidas y sin supervisión que podrían surgir en el niño lector. Una de las razones por las que Trimmer creía que los cuentos de hadas eran peligrosos fue porque llevaba a los niños lectores a un mundo de fantasía en donde los adultos no podrían seguirlos ni controlar su exposición a experiencias negativas. Estaba igualmente horrorizada por las ilustraciones gráficas incluidas en algunas colecciones de cuentos de hadas, reclamando que «los niños pequeños, cuyas mentes son susceptibles de cualquier impresión, y cuyos poderes de imaginación son capaces de convertir en realidad cualquier hecho fantástico» no deberían poder ver escenas como Barba Azul cortándole la cabeza a su esposa.
Los cuentos de hadas podían encontrarse en chapbooks, los cuales contenían historias sensacionales como Jack el asesino gigante, junto con cuentos más lascivos como How to restore a lost Maidenhead, or solder a Crackt one (Cómo restaurar una virginidad perdida o reparar una dañada). Los chapbooks fueron la literatura para los pobres y Trimmer trató de separar la literatura infantil de los textos que asociaba con las clases más bajas. También criticó los valores asociados con los cuentos de hadas, acusándolos de perpetuar la irracionalidad, la superstición y las imágenes desfavorables de los padrastros. Más que ver a Trimmer como censora de cuentos de hadas, sin embargo, el historiador de literatura infantil Nicholas Tucker ha argumentado, «considerando los cuentos de hadas como objeto de críticas más que como medio de cultura, la Sra. Trimmer está de acuerdo con algunos historiadores actuales que han criticado las ideologías encontradas en algunas historias individuales».

### Revolución francesa y religión
La visión de Trimmer de las ideas filosóficas francesas fueron moldeadas por la obra Memoria para servir a la historia del Jacobinismo (1797–98) de Augustin Barruel (extrajo amplias secciones del texto para The Guardian), pero también por sus temores ante las posibles guerras entre Francia y Gran Bretaña durante la década de 1790. Trimmer enfatizó al Cristianismo por sobre todo lo demás en sus escritos y mantuvo que uno debería volverse hacia Dios para ser juzgado. Como historiadora de literatura para niños, M. Nancy Cutt argumenta que Sarah y los escritores como ella «enfatizaron que el grado de felicidad humana estaba en proporción directa con el grado de sumisión a la voluntad divina. Así, repudiaron el punto de vista moralista de que el aprendizaje debería exaltar la razón y trabajar para la felicidad temporaria del individuo, el cual estaba gobernado por los mejores intereses de la sociedad». Trimmer y sus aliados ideológicos sostuvieron que las teorías pedagógicas francesas condujeron a Francia a ser una nación inmoral, específicamente, por su «deísmo, infidelidad y revolución».

## Recepción y legado

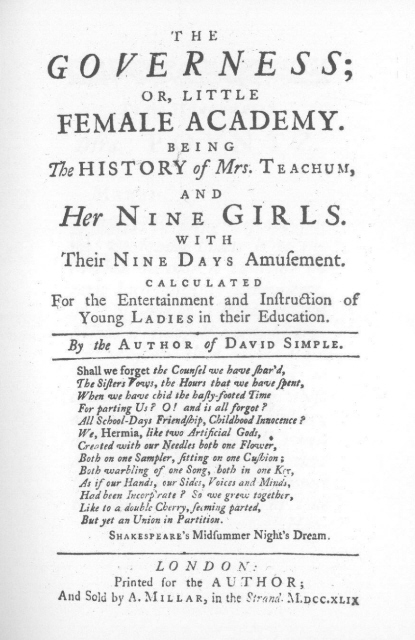
Primera página de The Governess, or The Little Female Academy (1749) de Sarah Fielding, citado por Trimmer como un hito en la historia de la literatura infantil.

Aunque si bien previamente se había hecho un intento por criticar en forma oficial los libros infantiles británicos, éste no fue tan detallado, no duró tanto tiempo ni fue tan influyente como The Guardian de Trimmer. Grenby sugiere, por ejemplo, que Godwin cambió el nombre de sus Historias de la Biblia a Historias sagradas luego del ataque de Trimmer hacia el libro y que los editores de la obra de John Newbery Tom Telescope and the Philosophy of Tops and Balls (Tom Telescope y la filosofía de los trompos y los balones) inmediatamente retiraron el material que Trimmer catalogó como ofensivo. Otros historiadores han sostenido que los autores escribían tomando en cuenta el criterio de las reseñas de Trimmer, llevándolo tan lejos como para llamarlo «un manual para los escritores potenciales». Sin embargo, sus críticas no siempre fueron tomadas en cuenta; por ejemplo, sus críticas desfavorables hacia las obras sentimentales de Edward Augustus Kendall, como Keeper’s Travels in Search of His Master (Los viajes de Keeper en busca de su maestro), no provocaron un descenso significativo en las ventas de sus libros.
Con sus cuatrocientas críticas, The Guardian of Education, como explica Grenby, «contribuyó a establecer a la literatura infantil como un género literario seguro, permanente y respetable». Excluyendo las novelas, los chapbooks, los tratados literarios, las baladas y los cuentos de hadas, efectivamente decidió qué se consideraba literatura infantil y qué no. Además, en uno de sus primeros ensayos, «Observaciones en los cambios ocurridos en los libros para niños y jóvenes», Trimmer escribió la primera reseña histórica de la literatura infantil. Sus principales exponentes, como la obra de Sarah Fielding The Governess (La institutriz) de 1749 y la de John Newbery The History of Little Goody Two Shoes (La historia de la pequeña 'Goody Two-Shoes') de 1765, continúan siendo citadas por los historiadores como importantes para el desarrollo de la literatura infantil.
No fue hasta el último cuarto del siglo XIX, con la publicación de las obras de la escritora de libros para niños y crítica literaria Charlotte Yonge, que volvió a haber críticas relevantes hacia la literatura infantil.